# Super Mario Odyssey
Super Mario Odyssey este un joc de tip platformer 3D dezvoltat și publicat de Nintendo pentru consola Nintendo Switch. Jocul a fost lansat în data de 27 octombrie 2017 în Europa, America de Nord și Japonia și Australia.

## Funcționarea jocului
Jocul este un joc 3D sub formă sandbox - adică personajul principal, Mario, poate explora lumile fără limitări, mergând unde dorește. Scopul jocului este de a colecta niște obiecte numite Power Moons (lunile puterii). 

## Personaje și poveste
Singurul personaj care poate fi folosit pentru a se juca este Mario. Princess Peach este iubita lui Mario, ea fiind răpită de către Bowser.

## Lumi
Jocul este împărțit în mai multe lumi numite ''kingdoms'' (regate, în engleză):
1. Cap Kingdom
2. Cascade Kingdom
3. Sand Kingdom
4. Lake Kingdom/Wooded Kingdom
5. Cloud Kingdom
6. Lost Kingdom
7. Metro Kingdom
8. Snow Kingdom/Seaside Kingdom
9. Luncheon Kingdom
10. Ruined Kingdom
11. Bowser's Kingdom
12. Moon Kingdom
13. Mushroom Kingdom
14. Dark Side of the Moon Kingdom
15. Darker Side of the Moon Kingdom

1. 1 2 3 4 5 6 7  MobyGames
2. ↑   https://www.nintendo.com/games/detail/super-mario-odyssey-switch/ Lipsește sau este vid: |title= (ajutor)
3. ↑  Chris Hovermale (17 aprilie 2018), Reflecting on the recent history and future of the collectathon platformer (în engleză), Destructoid, accesat în 15 ianuarie 2021
4. ↑   http://awards.bafta.org/award/2018/games, accesat în 4 aprilie 2019 Lipsește sau este vid: |title= (ajutor)
5. ↑   https://thegameawards.com/history/year-2017 Lipsește sau este vid: |title= (ajutor)
6. ↑   https://pegi.info/search-pegi?q=Super+Mario+Odyssey Lipsește sau este vid: |title= (ajutor)
7. ↑   https://usk.de/?language=&rating=&genre=&platform=&jump=usktitle&post_type=usktitle&s=Super+Mario+Odyssey Lipsește sau este vid: |title= (ajutor)
8. ↑   http://cero.biz/search/search.cgi?name=%A5%B9%A1%BC%A5%D1%A1%BC%A5%DE%A5%EA%A5%AA+%A5%AA%A5%C7%A5%C3%A5%BB%A5%A4&txtCP= Lipsește sau este vid: |title= (ajutor)
9. ↑  ESRB rating database